# Doclisboa
Doclisboa és un festival de cinema documental de Lisboa que es celebra des de l'any 2002. Doclisboa forma part de la Doc Alliance, una associació creativa entre set festivals de cinema documental europeus clau.
La 19a edició va tenir lloc entre el 21 i el 31 d'octubre amb un total de 249 pel·lícules exhibides. El Premi a la millor pel·lícula internacional va ser per a 918 gau, de la directora basca Arantza Santesteban.

## Millor pel·lícula internacional
| Any  | Títol                           | Direcció                              |
| ---- | ------------------------------- | ------------------------------------- |
| 2004 | A scuola                        | Leonardo di Costanzo                  |
| 2005 | Before the flood                | Yan Yu i Li Yifan                     |
| 2005 | Alimentation générale           | Chantal Briet                         |
| 2006 | Tierra Negra                    | Ricardo Íscar                         |
| 2007 | El-banate dol                   | Tahani Rached                         |
| 2008 | End of the rainbow              | Robert Nugent                         |
| 2009 | Petition                        | Zhao Liang                            |
| 2010 | El sicario: Room 164            | Gianfranco Rosi                       |
| 2011 | É na terra não é na lua         | Gonçalo Tocha                         |
| 2012 | Three sisters                   | Wang Bing                             |
| 2013 | E agora? Lembra-me              | Joaquim Pinto                         |
| 2014 | Fu yu zi                        | Wang Bing                             |
| 2015 | Il solengo                      | Alessio Rigo de Righi i Matteo Zoppis |
| 2016 | Calabria                        | Pierre-François Sauter                |
| 2017 | Milla                           | Valérie Massadian                     |
| 2018 | Lep pozdrav iz svobodnih gozdov | Ian Soroka                            |
| 2019 | Santikhiri Sonata               | Thunska Pansittivorakul               |
| 2021 | 918 gau                         | Arantza Santesteban                   |
| 2022 | Svidanie v Minske               | Nikita Lavretski                      |